# 12. domobranska pukovnija HV
12. domobranska pukovnija Petrinja postrojba je Hrvatske vojske (HV) koja je tijekom Domovinskog rata čuvala crtu obrane na banovinskom ratištu. Ustrojena je 1. studenog 1992. godine, po zapovjedi ministra obrane. Nastala je preustrojem 162. brigade Zrin i bila je popunjena vojnim obveznicima i dragovoljcima s područja Petrinje. U njen sastav ušla je satnija Mošćenica iz 120. brigade HV, a iz sastava bivše 162. brigade u 12 DP ne ulaze Glinska bojna i Samostalna satnija Topusko. U svom sastavu 12. domobranska pukovnija imala je Zapovjedništvo s pristožernim postrojbama, tri pješačke bojne, laku minobacačku bitnicu 120 mm, mješovitu protuoklopnu – topničku bitnicu i logističku satniju. 
Pripadnici pukovnije držali su crtu obrane Mošćenica – Rakovo polje – Stara Drenčina – Brest – Mala Gorica – Konjska glava – Gornje Mokrice – Sveta Katarina – Glinska Poljana – ušće rijeke Gline. Zapovjednik 12. Domobranske pukovnije bio je natporučnik Jasenko Krovinović, zapovjednik Prve bojne Vlado Kunert, druge Davor Rokić i treće Vlado Kireta. 
U akciji "Oluja" 12. d.p. Petrinja je sudjelovala u oslobađanju grada Petrinje, ali i ostalih mjesta, sve do mjesta Dvor i Matijevići. Zapovjednik 12. d.p. Petrinja je bio Vlado Kunert.
Od 12. domobranske brigade te ratnih postrojbi Siska i Banovine - 57. brigade HV-a "Marijan Celjak" i 17. domobranske pukovnije Sunja, ustrojena je 601. pješačka brigada iz Siska.